# Neoclemensia
Neoclemensia is een monotypisch geslacht (met slechts één soort) van orchideeën uit de onderfamilie Epidendroideae.
Neoclemensia spathulata is een epiparasitische orchidee die endemisch is op Borneo.

## Naamgeving en etymologie
De botanische naam Neoclemensia is afkomstig uit het Oudgriekse νέος, neos (nieuw) en van de persoonsnaam Clemens, ter ere van Chaplain Joseph Clemens (1862-1936), een orchideeënverzamelaar die in de jaren 1931-1933 onderzoek deed naar de orchideeën op Mount Kinabalu, en van wie het type-exemplaar afkomstig was.

## Kenmerken
De plant bezit lange, vlezige en cilindrische ondergrondse rizomen waaruit een rechtopstaande bloemstengel ontstaat, met sterk gereduceerde, bladgroenloze bladeren. De bloeiwijze is een eindstandige tros met meerdere, opvallende gekleurde bloemen.
Het kelkbladen zijn wit en aan de basis gefusioneerd tot een buis, de toppen teruggeplooid, halfrond tot ovaal. De kroonbladen hebben oranje vlekken, zijn smaller dan de kelkbladen en er eveneens mee vergroeid. De bloemlip is groen-bruin, vrijstaand van de andere bloembladen maar aan de basis verbonden met het gynostemium. Dat draagt aan het uiteinde twee aanhangsels (stelidia). De meeldraad is gebogen ten opzichte van de as van het gynostemium en draagt twee pollinia.

## Habitat en verspreiding
Neoclemensia groeit op humusrijke bodem van schaduwrijke regenwouden op Mount Kinabalu op Borneo.

## Taxonomie
De status van dit geslacht is twijfelachtig. De plant bezit eigenschappen van nauw verwante geslachten als Gastrodia en Uleiorchis, en wordt door sommige auteurs als synoniem van Gastrodia beschouwd.
Het geslacht is monotypisch (omvat één soort):
- Neoclemensia spathulata Carr. (1935)